# Santa María (departamento de Córdova)
Santa María é um departamento da Argentina, localizado na província de Córdova. Possuía, em 2019, 117.013 habitantes.